# Disney Channel Circle of Stars
Disney Channel Circle of Stars est un groupe créé par les productions Disney. Le groupe est composé d'acteurs/chanteurs des séries et films Disney Channel.

## Circle of Stars 1(Circle of Life) (2003)
- Raven Symone
- Anneliese van der Pol
- Orlando Brown
- Christy Carlson Romano
- Tahj Mowry
- Hilary Duff
- Kyla Pratt
- A. J. Trauth

## Circle of Stars 2(A Dream Is a Wish Your Heart Makes) (2006)
- Raven Symone
- Anneliese van der Pol
- Orlando Brown
- Ashley Tisdale
- Cole Sprouse
- Dylan Sprouse
- Brenda Song
- Amy Bruckner
- Ricky Ullman
- Kyla Pratt
- Alyson Michalka

## Circle of Stars 3(Send It On) (2009)
- Selena Gomez
- Miley Cyrus
- Demi Lovato
- Jonas Brothers (Joe Jonas, Kevin Jonas et Nick Jonas)

## Circle of Stars 4(Do You Want to Build a Snowman?) (2014)
- Olivia Holt
- Kelli Berglund
- Jake Short
- Bradley Steven Perry
- Peyton Clark
- Leigh-Allyn Baker
- Kevin Chamberlin
- Tyrel Jackson Williams
- Sabrina Carpenter
- Rowan Blanchard
- Peyton Roi List
- Karan Brar
- Skai Jackson
- Grace Phipps
- Jordan Fisher
- Austin North
- Dylan Riley Snyder
- Joey Bragg
- Tenzing Norgay Trainor
- Leo Howard
- Blake Michael
- Piper Curda